# Frits Hansen Møller
Frits Carl Joachim Hansen Møller (Lolland, 2 de marzo de 1887 - Odense, 22 de noviembre de 1962) fue un micólogo danés que estudió la sistemática de setas.

## Biografía
Moeller nació en 1887 en el municipio de Lolandia, hijo de Erslyukke Jørgen Peter Møller Hansen y de Marie Møller Hansen. En 1904 se graduó de una escuela privada en Horslunne. En 1909, comenzó a enseñar en el Seminario Yonstrupskoy. De 1909 a 1910 trabajó como profesor en la Flacq Neergor en Vesterborge. Desde 1915, fue profesor en una escuela en Fugleberge.
En 1916 se casó con Anne Moeller Ruth Henrietta Byuhman. Desde 1919, enseñó en una Escuela Media en Nykobing. Moeller murió 22 de noviembre de 1962.

## Algunas publicaciones
- 1958. Fungi of the Færöes: Myxomycetes, Archimycetes, Phycomycetes, Ascomycetes, and Fungi imperfecti. V. 2. 285 p. Ed. Munksgaard.
- 1950. Danish Psalliota Species: Preliminary Studies for a Monograph on the Danish Psalliotae. Ed. Friesia, 146 p.
- 1945. Fungi of the Færöes: Basidiomycetes. V. 1. Ed. Munksgaard, 295 p.

## Eponimia
Especies de fungi
- Agaricus moelleri Wasser, 1976
- Agaricus moellerianus Bon, 1985
- Cercosporella moelleri N.F.Buchw. 1958 sin. Pseudocercosporella filicis-feminae (Bres.) U.Braun, 1988
- Cystolepiota moelleri Knudsen, 1978
- Diplodina moelleriana N.F.Buchw. 1958
- Galerina moelleri Bas, 1960
- Psilocybe moelleri Guzmán, 1978 sin. Deconica moelleri (Guzmán) Noordel. 2009